# Physics-Uspekhi
Physics-Uspekhi is een internationaal, aan collegiale toetsing onderworpen wetenschappelijk tijdschrift op het gebied van de natuurkunde.
De naam wordt in literatuurverwijzingen meestal afgekort tot Phys. Usp. Het tijdschrift bevat Engelse vertalingen van artikelen die zijn verschenen in het Russische tijdschrift Uspekhi Fizicheskikh Nauk.
Het eerste nummer van Uspekhi Fizicheskikh Nauk verscheen in 1918; de eerste Engelse versie in 1958, als Soviet Physics Usphekhi (Sov. Phys. Usp.).